# ماركو ألميدا
ماركو ألميدا (4 أبريل 1977 في البرتغال - ) هو لاعب كرة قدم برتغالي في مركز الدفاع. شارك مع منتخب البرتغال تحت 20 سنة لكرة القدم ومنتخب البرتغال تحت 21 سنة لكرة القدم. أما مع النوادي، فقد لعب مع ألفيركا وسبورتينغ لشبونة وسيوداد دي مورسيا ونادي ساوثهامبتون ونيا سلاميس فاماغوستا وأتلتيكو كاسا بيا ونادي مايا ‏ وAkritas Chlorakas ‏ وكامبومايورنسي ‏ وLusitânia F.C. ‏ وS.C. Lourinhanense ‏.

## وصلات خارجية
- ماركو ألميدا على موقع قاعدة بيانات كرة القدم.إي يو (الإنجليزية)
- ماركو ألميدا على موقع Soccerbase.com (لاعب) (الإنجليزية)
- ماركو ألميدا على موقع عالم كرة القدم.نت (الإنجليزية)